# Jákó Pál
Jákó Pál (születési neve: Jellinek Pál) (Budapest, 1901. január 18. – Budapest, 1977. november 11.) magyar színész, színházi rendező, egyetemi tanár, színházigazgató. Gyarmati Anikó (1908–1998) színésznő férje volt.

## Életpályája
1925-ben végzett a Színművészeti Akadémián. Ezután Párizsba ment rendezést tanulni. 1926–1929 között színész-rendező volt a Pécsi Nemzeti Színházban. 1929–1930 között Alapi Nándor Országos Kamaraszínházában dolgozott. 1930–1931 között a Magyar Színházban tevékenykedett. 1931–1932 között az Új Színház tagja volt. 1931-től részt vett a legális és illegális munkásművelődési mozgalmakban, a munkás-színjátszásban, 1936-tól az Országos Ifjúsági Bizottság munkájában. Mozgalmi munkájáért több ízben – 1931, 1938 – letartóztatták. 1932-ben tagja lett a KMP-nek. 1933–1934 között a Magyar Játékszín Kamaraszínházával országos turnén volt. 1933-ban az Új Színpad színésze és titkára volt. A második világháborúban munkaszolgálatot teljesített. 1945–1949 között a Madách Színház tagja volt. 1946–1947 között a Színház- és Filmművészeti Egyetem tanára volt. 1948–1950 között a Színészek Szabad Szakszervezetének főtitkáraként dolgozott. 1950–1956 között a Művészeti Dolgozók Szövetsége központi vezetőségének tagja volt. 1950–1951 között a Dunántúli Népszínház művésze volt. Egy évadot a győri színháznál töltött, majd az Állami Faluszínházban (1951–1952) játszott. 1954–1956 között ismét a Madách Színház szerződtette. 1957–1961 között a Miskolci Nemzeti Színház művésze és igazgatója volt. 1961-ben nyugdíjba vonult.
A Magyar Játékszín társulati tagja volt. Bemutatta a Zeneakadémia kistermében Bessenyei György A philosophus című darabját (1936).
Sírja a Farkasréti temetőben található (612/2-315).

## Színházi szerepei
A Színházi Adattárban regisztrált bemutatóinak száma: 33.
| - Fazekas Mihály: Lúdas Matyi....Szakács - Shaw: Olyan szép, hogy nem is lehet igaz....Örmester - John Steinbeck: Egerek és emberek...A gazda - Musatescu: Titanic keringő....Procopiu - Armont-Vandenberghe: Fiúk, lányok, kutyák....Rendőrbiztos - Afinogenov: Kisunokám....Dr. Tumanszkij - Kornyejcsuk: Csillagtárna....Pável Krugljak - Nyikolajev: A mi kertünk....Moreau - Földes Mihály: Mélyszántás....Kiss Gábor - Háy Gyula: Az élet hídja....Márki Jenő - Molière: Tartuffe....Tartuffe - Burjakovszkij: Üzenet az élőknek....Josef Jelinek - William Shakespeare: Tévedések vígjátéka....Baltazár - George Bernard Shaw: Caesar és Cleopatra....Öreg zenész - Pogogyin: A Kreml toronyórája....Optimista | - Nazim Hikmet: Az ünnep első napja....Kiváncsi - József Attila: József Attila-est.... - Gorbatov: Egy éjszaka....Krivohatszkij - Molnár Ferenc: Olympia....Krehl - Shaw: Szerelmi házasság....Sartorius - Sardou: Párizsiak New York-ban....Jyp - Trenyov: A Néva partján....Rasztyegin - Victor Hugo: A királyasszony lovagja....Don Salluste de Bazan - Makszim Gorkij: Vássza Zseleznova....Prohor - Molnár Ferenc: Előjáték Lear királyhoz....A burgundi fejedelem - Plautus: Szamárvásár....Élősdi - Hoffmannsthal: Akárki....Lucifer - Gorkij: Kispolgárok....Besszemenov |

## Színházi rendezései
A Színházi Adattárban regisztrált bemutatóinak száma: 4.
- Klabund: A krétakör
- Shaw: Megtört szívek háza (1946)
- Osztrovszkij: Holló a hollónak (1946)
- Moliere: Zsugori (1948)
- Molnár Ferenc: Olympia (1957)

## Filmjei
- Díszmagyar (1949)
- Szabóné (1949)
- A harag napja (1953)
- Gázolás (1955)
- A tanú (1969)
- Harminckét nevem volt (1972)
- Zenés TV Színház (1972)
- Trisztán (1976)
- Volt egyszer egy színház (1978)

## Műfordításai
- Katajev: A kör négyszögesítése (1931)

## Díjai
- Érdemes művész (1971)
- SZOT-díj (1976)